# LVI. Armeekorps
LVI. Armeekorps var en tysk armékår under andra världskriget. Den organiserades i Bad Salzuflen i februari 1941 inför den kommande invasionen av Sovjetunionen. Kåren var en del av Armégrupp Nords framryckning mot Leningrad. Kåren ombildades till LVI. Panzerkorps i mars 1942.

## Befälhavare
Kårchefer:
- General der Infanterie Erich von Manstein   27 februari 1941 - 12 september 1941
- General der Panzertruppen Ferdinand Schaal   13 september 1941 - 28 februari 1942